# Klaus Baltzer
Klaus Baltzer (* 3. März 1928 in Hamburg; † 6. September 2017 in Deisenhofen) war ein deutscher evangelischer Theologe und Professor für alttestamentliche Theologie an der Ludwig-Maximilians-Universität München.

## Leben
Baltzer, Sohn eines Hamburger Arztes, besuchte ab 1936 das humanistische Wilhelm-Dörpfeld-Gymnasium in Wuppertal, wo er 1947 das Abitur ablegte. Nach zwei Semestern des Studiums der Evangelischen Theologie an der Kirchlichen Hochschule Wuppertal (1947/48), des Kirchenrechts und der Philosophie an der Universität Tübingen (1948/49) und der Theologie und Medizin in Heidelberg (1948–1951) und der Theologie in Bonn legte er 1952 das Erste Theologische Examen in Düsseldorf ab. Von 1952 bis 1953 schloss sich ein Vikariat in Dierdorf und 1954 eine Assistenz bei Gerhard von Rad an der Ruprecht-Karls-Universität Heidelberg an. Baltzer promovierte im Jahr 1957 und habilitierte 1959 über das zweiteilige Werk Das Bundesformular. Er war von 1962 bis 1963 Professor am Garrett Biblical Institute in Evanston (Illinois) und wurde 1963 an die Kirchliche Hochschule Bethel berufen.
Nachdem die Evangelisch-Theologische Fakultät der Ludwig-Maximilians-Universität München 1967 zunächst mit fünf Professoren gegründet worden war, wurde Baltzer als erster Inhaber des Lehrstuhls für Alttestamentliche Theologie berufen. Seine erste Vorlesung im Jahr 1968 behandelte das Thema „Texte zur Geschichte der Prophetie“. Bis zu seiner Emeritierung im Jahr 1996 hatte er diese Stelle inne und blieb auch anschließend mit der Ludwig-Maximilians-Universität verbunden. 1971/72 und 1988/89 war er Dekan der Evangelisch-Theologischen Fakultät. Von 1977 bis 1996 war er Mitglied der Landessynode der Evangelisch-Lutherischen Kirche in Bayern. Bis zuletzt wohnte er in München.
Bekannt wurde er durch seinen umfangreichen Kommentar zu Deuterojesaja (Jesaja 40–55). Er war Mitherausgeber der US-amerikanischen Kommentarreihe Hermeneia (Fortress), in der sein Kommentar in englischer Übersetzung erschien. Als Mitarbeiter beim Forschungs- und Übersetzungsprojekt Septuaginta Deutsch war er für Jes 40–55 zuständig. Zahlreiche Doktoranden und auch Habilitanden aus einer Reihe von Ländern, darunter auch Japan und Indien, wurden von ihm betreut.

## Veröffentlichungen (Auswahl)
- Das Bundesformular. (Wissenschaftliche Monographien zum Alten und Neuen Testament; 4). 2. Auflage. Neukirchener Verlag der Buchhandlung des Erziehungsvereins, Neukirchen/Kr. Moers 1964 (zugleich Dissertation und Habilitation) (englisch 1971).
- Zur formgeschichtlichen Bestimmung der Texte vom Gottesknecht im Deuterojesaja-Buch. In: Hans Walter Wolff (Hrsg.): Probleme biblischer Theologie. Gerhard von Rad zum 70. Geburtstag. Kaiser, München 1971, ISBN 3-459-00779-6, S. 27–43.
- Die Biographie der Propheten. Neukirchener Verlag, Neukirchen-Vluyn 1975, ISBN 3-7887-0436-5.
- Women and War in Qohelet 7,23-8,1a. In: The Harvard Theological Review. Band 80, 1987, ISSN 0017-8160, S. 127–132.
- Jesaja 40,13-14. Ein Schlüssel zur Einheit Deutero-Jesajas? In: Biblische Notizen. Band 37, 1987, ISSN 0178-2967, S. 7–10.
- Schriftauslegung bei Deuterojesaja? Jesaja 43,22–28 als Beispiel. In: Manfred Görg (Hrsg.): Die Väter Israels. Beiträge zur Theologie der Patriarchenüberlieferungen im Alten Testament. Verlag Katholisches Bibelwerk, Stuttgart 1989, ISBN 3-460-32841-X, S. 11–16.
- Jerusalem in den Erzväter-Geschichten der Genesis? Traditionsgeschichtliche Erwägungen zu Gen 14 und 22. In: Erhard Blum (Hrsg.): Die hebräische Bibel und ihre zweifache Nachgeschichte. Neukirchener Verlag, Neukirchen-Vluyn 1990, ISBN 3-7887-1353-4, S. 3–12.
- Stadt-Tyche oder Zion-Jerusalem? Die Auseinandersetzung mit den Göttern der Zeit bei Deuterojesaja. In: Jutta Hausmann (Hrsg.): Alttestamentlicher Glaube und biblische Theologie. Festschrift für Horst Dietrich Preuß zum 65. Geburtstag. Kohlhammer, Stuttgart 1992, ISBN 3-17-011079-9, S. 373–375.
- Deuterojesaja. (Kommentar zum Alten Testament). Gütersloher Verlagshaus, Gütersloh 1999, ISBN 3-579-04291-2 (englisch 2001 in der Reihe Hermeneia).
- mit Peter Marinkovic: Größe und Grenze des Menschen. Zum Verhältnis Gott – Welt – Erde – Mensch in Jes. 45,19–13. In: Friedhelm Hartenstein, Jutta Krispenz, Aaron Schart (Hrsg.): Schriftprophetie. Festschrift für Jörg Jeremias. Neukirchener Verlag, Neukirchen-Vluyn 2004, ISBN 978-3-7887-2061-2, S. 369–379.
- Die Stadt als Frau. Personifikation versus Stadtgöttin. In: Irmtraud Fischer, Konrad Schmid (Hrsg.): Prophetie in Israel. Lit Verlag, Münster 2003, ISBN 3-8258-5458-2, S. 137–147.
- The Book of Isaiah. In: The Harvard Theological Review. Band 103, 2010, ISSN 0017-8160, S. 161–170.
- Abraham in the Patriarchal Texts of the Book of Genesis and the Reception of this Tradition in the Book of Isaiah. In: Pernille Carstens, Nils Peter Lemche (Hrsg.): The Reception and Remembrance of Abraham. (Perspectives on Hebrew Scriptures and its Contexts; 13). Gorgias Press, Piscataway/New Jersey 2011, ISBN 978-1-4632-0054-1, S. 77–86.
- Esaias. Das Buch Jesaja. Einleitung und Erläuterungen zu Jes 40-55. In: Martin Karrer, Wolfgang Kraus (Hrsg.): Septuaginta Deutsch. Erläuterungen und Kommentare zum griechischen Alten Testament. Bd. II: Psalmen bis Daniel. Deutsche Bibelgesellschaft, Stuttgart 2011, ISBN 978-3-438-05122-6, S. 2608–2645 (nach Vorarbeit von Jürgen Kabiersch).